# Eulophias
Eulophias is een geslacht van straalvinnige vissen uit de familie van stekelruggen (Stichaeidae).

## Soorten
- Eulophias owashii Okada & Suzuki, 1954
- Eulophias tanneri Smith, 1902